# Сіаманна
Сіаманна (італ. Siamanna, сард. Siamanna) — муніципалітет в Італії, у регіоні Сардинія,  провінція Ористано.
Сіаманна розташована на відстані близько 390 км на південний захід від Рима, 85 км на північ від Кальярі, 16 км на схід від Ористано.
Населення — 823 особи (2014).
Щорічний фестиваль відбувається 22 серпня. Покровитель — Santa Lucia.

## Демографія
Населення за роками:

Станом на 1 січня 2023 року в муніципалітеті офіційно проживало 9 іноземців з 4 країн, серед них 5 громадян країн Євросоюзу.

## Сусідні муніципалітети
- Аллаї
- Ористано
- Руїнас
- Сіапічча
- Сімаксіс
- Віллаурбана